# Dutch Boyd
Dutch Boyd (* 24. Dezember 1980 in Columbia, Missouri; eigentlich Russell „Russ“ Aaron Boyd) ist ein professioneller US-amerikanischer Pokerspieler und Autor. Er ist dreifacher Braceletgewinner der World Series of Poker.

## Persönliches
Boyd besuchte bereits mit zwölf Jahren das College und begann mit 18 ein Studium der Rechtswissenschaften. Er lebt in Las Vegas.

## Pokerkarriere

### Werdegang
Boyd wurde von John Dahls Film Rounders zum Pokern inspiriert. Seine Großmutter brachte ihm das Spiel bei. Seit 2002 nimmt Boyd an renommierten Live-Turnieren teil.
Seinen ersten großen Erfolg verbuchte Boyd im Mai 2003, als er beim Main Event der World Series of Poker (WSOP) im Binion’s Horseshoe in Las Vegas den Finaltisch nur knapp verpasste und den zwölften Platz für 80.000 US-Dollar belegte. Bei der WSOP 2006 im Rio All-Suite Hotel and Casino gewann er ein Turnier der Variante No Limit Hold’em, das ihm sein erstes Bracelet sowie mehr als 475.000 US-Dollar Preisgeld bescherte. Abseits der World Series siegte er Ende November 2007 bei einem Turnier im Rahmen des Five Diamond World Poker Classic im Hotel Bellagio am Las Vegas Strip und erhielt dafür mehr als 200.000 US-Dollar Siegprämie. Bei der World Series of Poker 2010 sicherte sich Boyd in Limit Hold’em ein weiteres Bracelet. Sein drittes Bracelet gewann er im Juni 2014 in No Limit Hold’em mitsamt knapp 300.000 US-Dollar Preisgeld. Anschließend blieben lange größere Turniererfolge aus, ehe der Amerikaner bei der mittlerweile im Horseshoe Las Vegas und Paris Las Vegas ausgespielten WSOP 2023 den mit knapp 200.000 US-Dollar dotierten zweiten Rang der Dealer’s Choice Championship belegte.
Insgesamt hat sich Boyd mit Poker bei Live-Turnieren knapp 3 Millionen US-Dollar erspielt. Im März 2014 veröffentlichte er gemeinsam mit Laurence Samuels das Buch Poker Tilt, das er mithilfe einer Crowdfunding-Kampagne auf der Plattform Kickstarter finanzierte.

### Braceletübersicht

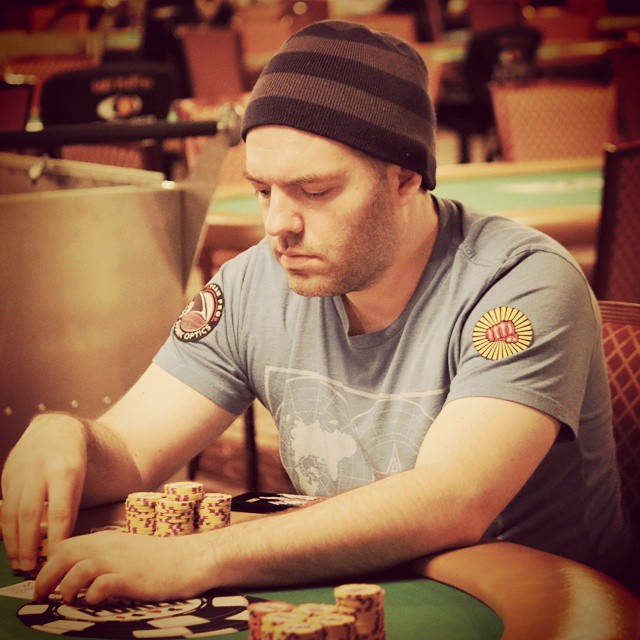
Boyd bei der WSOP 2015

Boyd kam bei der WSOP 61-mal ins Geld und gewann drei Bracelets:
| Jahr | Buy-in (in $) | Turnier                   | Teilnehmer | Preisgeld (in $) |
| ---- | ------------- | ------------------------- | ---------- | ---------------- |
| 2006 | 2500          | No-Limit Hold’em 6-Handed | 0824       | 475.712          |
| 2010 | 2500          | Limit Hold’em 6-Handed    | 0384       | 234.065          |
| 2014 | 1000          | No-Limit Hold’em          | 1688       | 288.744          |

## Werke
- Buch Poker Tilt – Pocket Jacks, 2014, ISBN 978-0692216071.